# 갈릴레오 지역

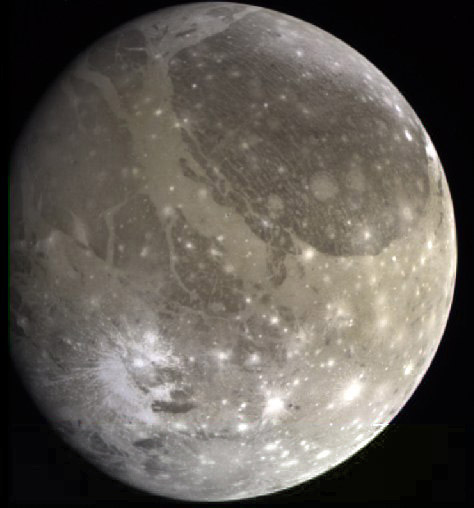
오른쪽 상단의 큰 어두운 지역이 갈릴레오 지역이다.

갈릴레오 지역(Galileo Regio)은 목성의 위성인 가니메데에 존재하는 커다란 어두운 지역이다. 길이는 약 3,200km에 달한다.
첫 인상과는 달리, 갈릴레오 지역은 충돌구가 아닌, 지각변동에 의해 깨지고 가니메데 내부에서 용승된 밝은 물질이 주변에 둘러싸인 고대의 어두운 물질이 모인 영역이다. 일부 물질은 약 40억년이나 오래되었으며, 충돌구 투성이고 다층적일 뿐 아니라 독특한 고랑 분포를 가지고 충돌로 인한 수축이 원인이나 기원이 된 부드러운 지형으로 이루어져 있다. 갈릴레오 지역에서 부드러운 지형의 분포는 가니메데의 고대 지각이 적도 지역에서 얕으며 극 지역으로 갈수록 두꺼워진다는 것을 의미한다. 고이랑 계의 연령 관계, 형태학, 기하학적 관계는 충격이나 기조력 차이로 발생한 것이 아니라는 것을 보여준다. 가능하지만 추론적인 가설로는 유체 형태의 맨틀에서 얇은 빵 모양의 지각으로 기둥 모양의 대류 현상이 일어나 지각의 융기가 발생하여 탄생했다는 것이다. 다층적인 충돌구와 층위학, 형태학적 관계는 다층적 형태가 유동학적으로 약한 지각보다는 점성의 이완으로 인한 결과라는 것을 보여준다.
이 지역은 갈릴레오 지역과 마리우스 지역 사이에 위치한 남쪽의 우루크 홈 지역과 연결되어 있다. 갈릴레오 지역 안에는 멤피스 백반이 존재한다.